# Раковинена риба чук
Раковинената риба чук (Sphyrna lewini), наричана също бронзова акула чук, е вид хрущялна риба от семейство Акули чук (Sphyrnidae). Видът е застрашен от изчезване.

## Разпространение
Разпространен е в Австралия (Западна Австралия и Куинсланд), Ангола, Ангуила, Антигуа и Барбуда, Аруба, Барбадос, Бахамски острови, Бахрейн, Белиз, Бенин, Бразилия, Венецуела, Виетнам, Габон, Гамбия, Гана, Гваделупа, Гвиана, Гвинея, Гвинея-Бисау, Гренада, Джибути, Доминика, Доминиканска република, Египет, Еквадор, Екваториална Гвинея, Еритрея, Йемен, Индия, Индонезия, Ирак, Иран, Кабо Верде, Кайманови острови, Камерун, Катар, Китай, Колумбия, Република Конго, Коста Рика, Кот д'Ивоар, Куба, Кувейт, Либерия, Мавритания, Малдиви, Мексико, Мианмар, Намибия, Нигерия, Никарагуа, Нова Каледония, Обединени арабски емирства, Оман, Пакистан, Панама, Провинции в КНР, Пуерто Рико, Салвадор, Сао Томе и Принсипи, Саудитска Арабия, САЩ (Алабама, Вирджиния, Делауеър, Джорджия, Калифорния, Луизиана, Мериленд, Мисисипи, Ню Джърси, Северна Каролина, Тексас, Флорида, Хавайски острови и Южна Каролина), Сейнт Винсент и Гренадини, Сейнт Китс и Невис, Сейнт Лусия, Сенегал, Сиера Леоне, Суринам, Тайван, Тайланд, Того, Тринидад и Тобаго, Уругвай, Филипини, Френска Гвиана, Хаити, Хондурас, Южна Африка, Ямайка и Япония.